# 단기 보호 기간 조항
단기 보호 기간 조항(rule of the shorter term) 또는 보호 기간 비교(comparison of terms)는 국제 협약의 조인국이 내국민대우 원칙에 따라 외국저작물에 부여하는 저작권 보호 기간을 최대로 하더라도 그 저작물의 본국에서 규정한 보호 기간까지로 제한할 수 있다는 규정이다. 호혜주의와 관련하여 거론된다.

## 개요
베른 협약이나 세계 저작권 협약과 같은 국제 저작권 조약은 내국민대우를 원칙으로 한다. 즉 조인국은 자국의 저작물에 저작권을 부여하는 자국의 국내법에 따라 외국저작물에 저작권을 부여한다. 저작권 인정 여부와 그 보호 기간은 그 저작권이 주장되는 국가의 법에 규정된다.